# بووك (يوكاتان)

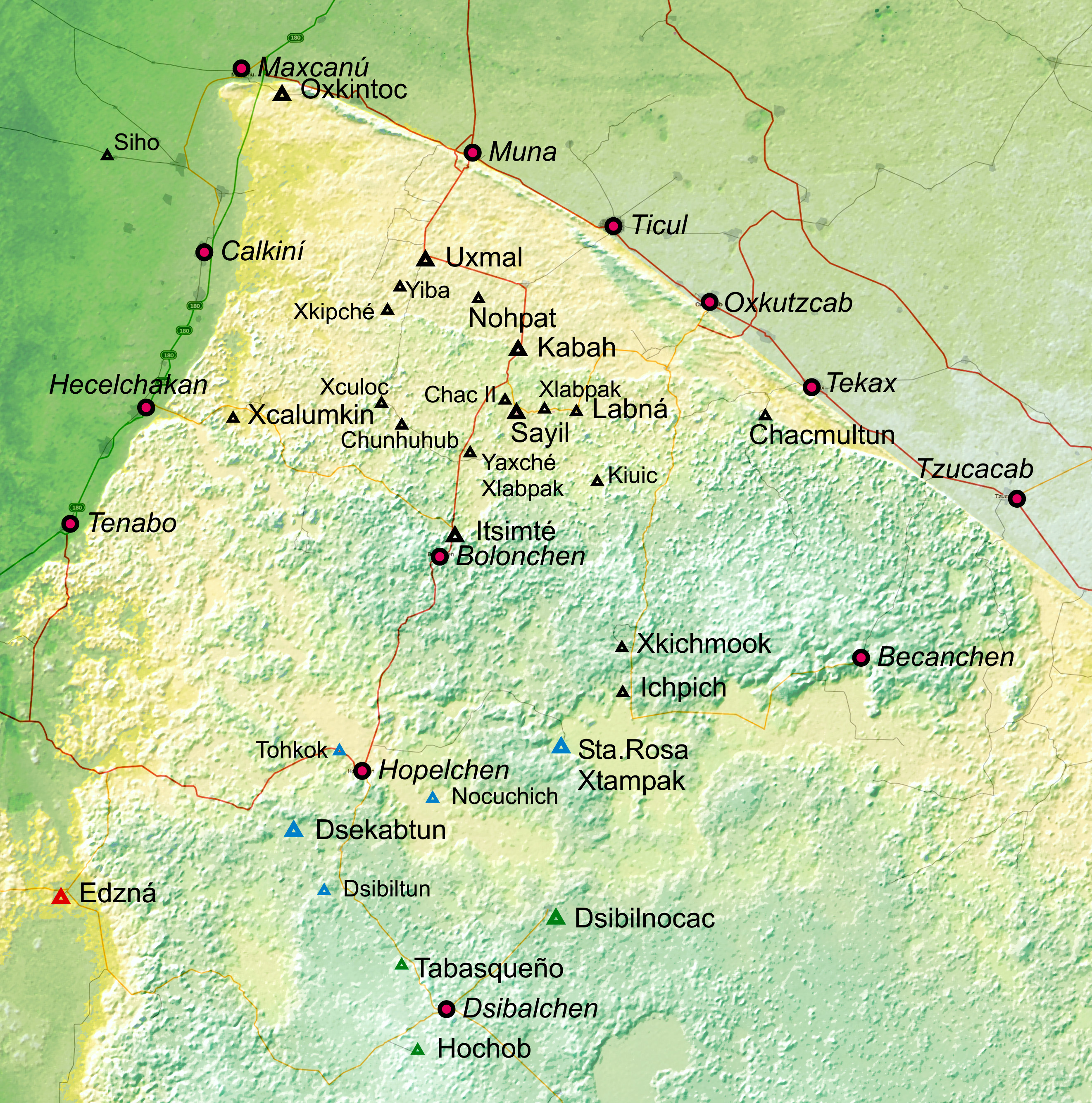
خريطة المواقع الأثرية في بووك.

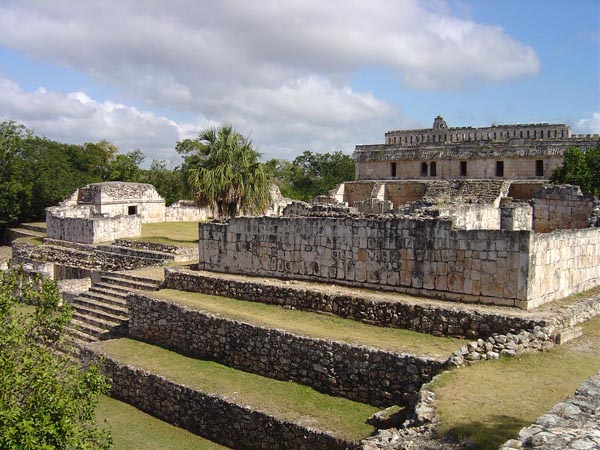
كابا، من أبنية بوك القديمة.

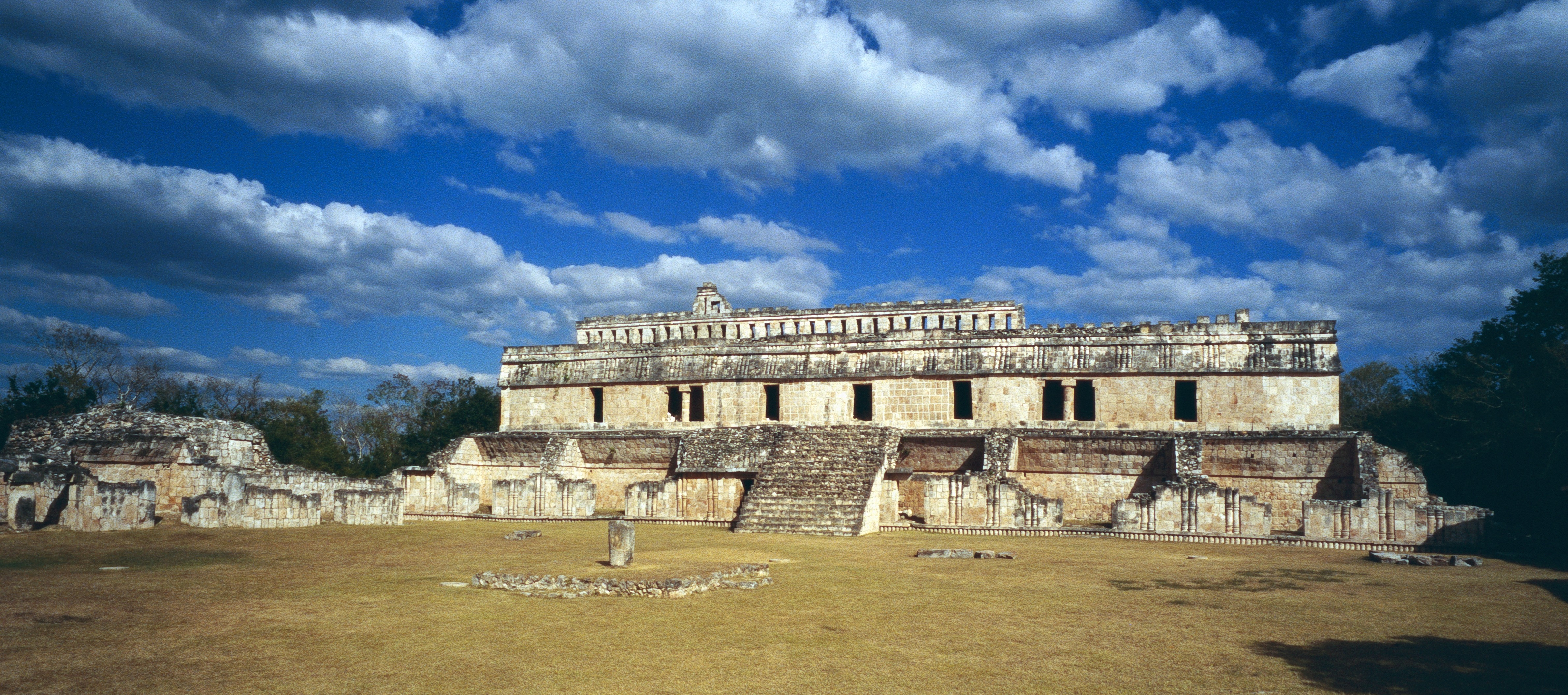
كابا.

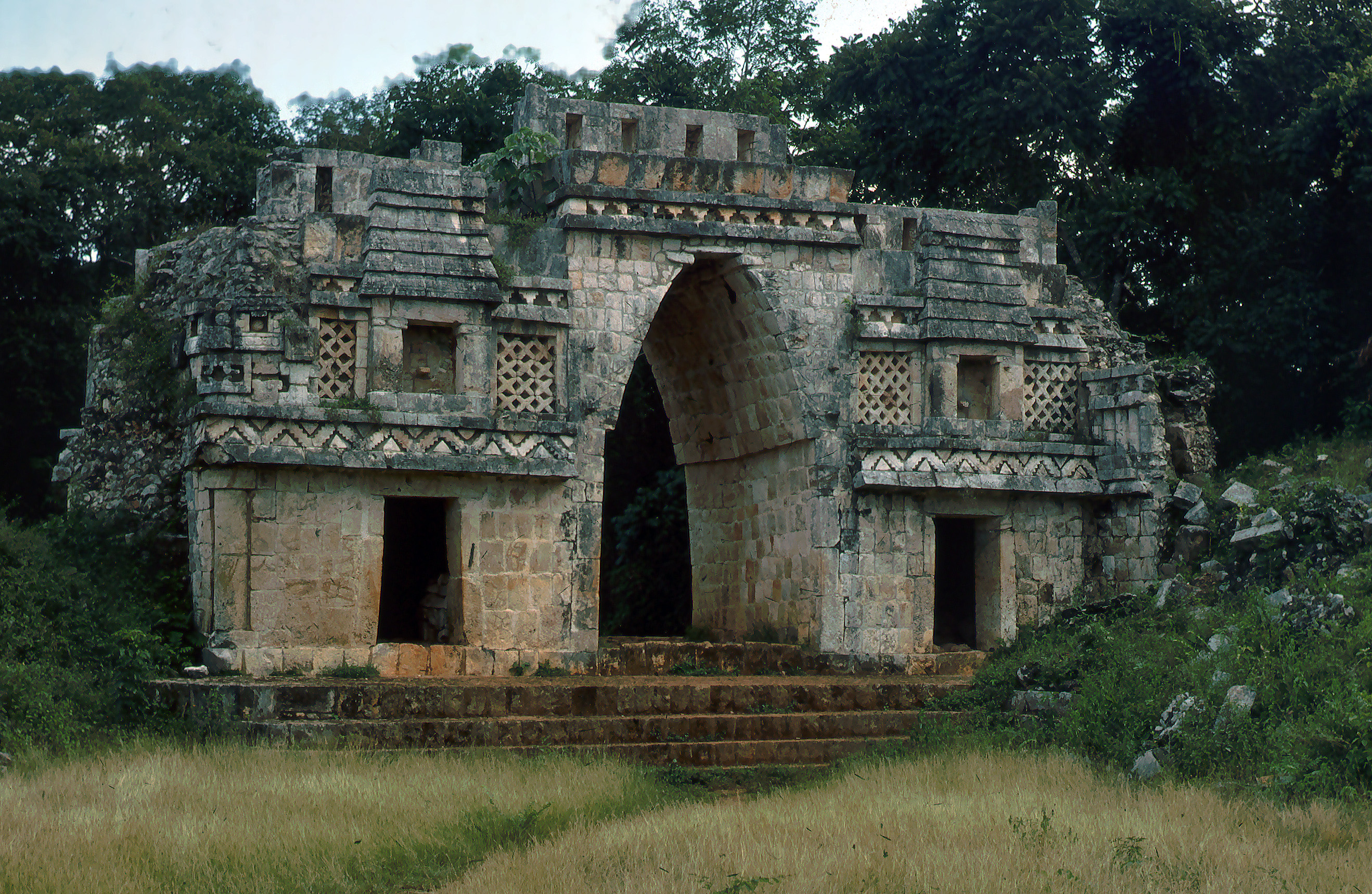
قوس لابنا في بوك.

بووك (بالإسبانية: Puuc أو Puuk)‏ (ومعناها تلال بلغة المايا) هي منطقة مساحتها حوالي 6000 كم² تقع في الشمال الغربي من شبه جزيرة يوكاتان المكسيكية، وهي مكونة من تلال كلسية منخفضة. تتميَّز هذه المنطقة بقلة المياه والتي لا تتوفر إلا من خلال الأمطار لمدة 6 شهورٍ فقط، أو من خلال الآبار الجوفية العميقة. وقد عالج المايا القدماء هذا الوضع بحفر صهاريج (تدعى «تشولتون» بلغة المايا) لحفظ مياه الأمطار لمدة تصل إلى 3 أشهر. لا يزال يسكن هذه المنطقة السكان المحليون من المايا اليوكاتيك.

## المواقع الأثرية الرئيسية
بعد تراجع أهمية الأراضي المنخفضة الجنوبية في أمريكا الوسطى في نهاية الفترة الكلاسيكية، أصبحت منطقة بووك واحدة من المراكز السكانية الرئيسية لحضارة المايا التي تركت هناك منشآت معمارية بطرازٍ مميز يدعى طراز بوك. وقد عطت هذه المواقع - بعد هجرها لأسبابٍ عديدة - الأدغال واندثرت وظلَّت مجهولة لزمنٍ طويل، حتى قامت مجموعة من علماء الآثار بزيارة المنطقة واستكشافها.
كان من أوائل الآثاريين الذي توافدوا إلى بوك جون ستيفنس وفريدريك كاثروود، اللذان زارا المنطقة لمدة ثمانية أشهر بين عامي 1841 و1842 وسلَّطا الضوء على العديد من المواقع الأثرية. ولقد تواصلت أعمال البحث، واكتشفت العشرات من هذه المواقع وخاصة في السنوات الأخيرة، مما سلط الضوء على أهمية هذه المنطقة في تكون وتطور حضارة المايا.
و هذه المواقع هي:
- تشك-Chac
- تشاكمولتون- Chacmultún
- تشونكانوب-Chuncanob
- تشونهوهوب-Chunhuhub
- إتزيمتي-Itzimté
- كاباه-Kabah
- كيوويك-Kiuic
- نوهبات-Nohpat
- لابنا-Labná
- نوهكاباب-Nohcacab
- اوخكنتوك-Oxkintok
- روين-Ruin
- ساييل-Sayil
- أوشمال-Uxmal
- خكولوك-Xculoc
- خكالومكين-Xkalumkin
- خكيتشموك-Xkichmook
- خكيبتشي-Xkipché
- خكوكيكان-Xkukican
- خلاباك-Xlapak
- الخ...